# Sieben (Klassierverfahren)
Sieben ist ein mechanisches Trennverfahren zur Größentrennung (Klassieren) von Schüttgütern. 
Das zu trennende Material wird dazu auf ein Sieb gegeben, das in Rotation versetzt oder geschüttelt wird. Technisch wird dies zum Beispiel in einer Mühle mit dem Plansichter, einer Taumelsiebmaschine oder Vibrationssiebmaschine ausgeführt. Industrielle Siebe können Durchmesser von über zwei Metern haben und sind oft in mehreren Sieblagen übereinander angeordnet. Auch die Trennung von Festkörpern und Flüssigkeiten, z. B. bei der Papierherstellung, kann durch Sieben erfolgen, wozu aber meist das verwandte Verfahren der Filtration benutzt wird. Verwendet werden Siebverfahren in der Chemie und Pharmazie, in der Nahrungsmittelindustrie, z. B. bei Gewürzen, für Futter- und Düngemittel, Steine und Erden, bei der Verwertung von Holz- oder Kunststoffspänen und im Sandkasten. Wird statt eines Siebes ein Tuch (Beuteltuch oder Seihtuch) verwendet spricht man vom Beuteln (von mittelhochdeutsch biuteln).
Prinzip:
Die Triebkraft für das Sieben ist in der Regel die Gewichtskraft. Um Partikel möglichst oft mit dem Sieb in Kontakt zu bringen, wird durch Schwingen, Vibrieren und Taumeln das zu trennende Gut bewegt.
Die Trenngüte beim Sieben ist bestimmt durch die Durchtrittswahrscheinlichkeit eines Korns bei einer gegebenen Maschenweite. 
Einsatzzwecke:
- Klassieren: Um aus einem Gemisch eine oder mehrere Fraktionen mit definierter Kornverteilung zu erhalten
- Schutz von Anlagen: um Überkorn (zu große Teile) auszusortieren, um Verstopfung, Beschädigung zu vermeiden
- Entstauben: Anhaftendes Feinkorn wird abgetrennt
- Sortieren: wenn mit der Korngröße auch andere Eigenschaften einhergehen (z. B. Mehl und Kleie)
- zur Siebanalyse. Mit einem Sieb und einer Waage erhält man den Anteil der Teilchen, die größer bzw. kleiner sind als die Siebmaschenweite.

Gerade auch bei maschinellen Siebverfahren ist die Reinigung des Siebs wichtig. Sie kann mit Ultraschall, Druckluft, Bürsten, oder auch mit Gummibällen erfolgen, die von unten gegen das Sieb hüpfen.